# Gli occhi degli altri
Gli occhi degli altri (I Saw What You Did) è un film del 1965 diretto da William Castle.
È un thriller statunitense con Joan Crawford, John Ireland e Leif Erickson. È basato sul romanzo del 1964  Out of the Dark di Ursula Curtiss. Nel 1988 ne è stato prodotto un remake televisivo, Ho visto cosa hai fatto... e so chi sei!.

## Trama
Due ragazzine, sole a casa di una delle due, per ingannare il tempo iniziano a comporre numeri telefonici a caso, dicendo a chi risponde So chi sei e so cosa hai fatto. La situazione precipita quando telefonano per caso a un vero assassino che ha appena ucciso la sua amante.
I genitori di una delle due adolescenti, lasciata a casa solo in compagnia della sorellina convalescente e della sua amica, trovano sempre il telefono occupato quando chiamano a casa per sincerarsi della incolumità delle ragazze. Di qui in poi è una lotta contro il tempo, e contro l'uomo che ha ucciso e che si sente smascherato.

## Produzione
Il film, diretto da William Castle su una sceneggiatura di William P. McGivern con il soggetto di Ursula Curtiss, fu prodotto da William Castle per la William Castle Productions e girato negli Universal Studios a Universal City, California.

## Distribuzione
Il film fu distribuito con il titolo I Saw What You Did negli Stati Uniti dal 21 luglio 1965 al cinema dalla Universal Pictures e per l'home video dalla Anchor Bay Entertainment.
Altre distribuzioni:
- in Svezia il 16 agosto 1965 (Signal till mördaren)
- in Messico il 4 novembre 1965 (Broma Macabra)
- nel Regno Unito il 6 dicembre 1965
- in Germania Ovest il 25 dicembre 1965 (Es geschah um 8 Uhr 30)
- in Austria nel gennaio del 1966 (Es geschah um 8 Uhr 30)
- in Finlandia il 6 maggio 1966 (Näin mitä teit)
- in Danimarca il 16 maggio 1966 (Morderen tager telefonen)
- in Portogallo il 30 luglio 1968 (O Telefone Fatal)
- in Italia (Gli occhi degli altri)
- in Belgio (Tuer n'est pas jouer)
- in Brasile (Eu Vi que Foi Você)
- in Spagna (Jugando con la muerte)
- in Ungheria (Láttam, mit tettél és tudom, ki vagy!)
- in Belgio (Le tueur est parmi nous)
- in Grecia (Se eida pou tin skotoses)

## Critica
Secondo il Morandini il film è "un discreto thriller, più sulla carta che nella realizzazione". Gli elementi a favore sarebbero la suspense e il livello interpretativo degli attori.

## Promozione
Le tagline sono:
- "Don't laugh little girl, better run for your life. The man you were talking to, has just murdered his wife! ".
- "William Castle warns you: This is a motion picture about UXORICIDE! ".
- "Fate dials the number...terror answers the phone! ".
- "You May Be the Target... of the Next Phone Call... ".